# Салтиков Микита Андрійович
Микита Андрійович Салтиков (рос. Ники́та Андре́евич Салтыко́в, нар. 11 серпня 2004, Митищі, Росія) — російський футболіст, півзахисник московського «Локомотива».

## Ігрова кар'єра

### Клубна
Микита Салтиков починав грати у футбол в молодіжних командах Волгодонська та Митищі. У 2019 році він приєднався до молодіжної команди клубу «Чертаново». В ході сезону 2021/22 Салтиков зіграв перші ігри в основі «Чертаново» у Другому дивізіоні.
В січні 2022 року футболіст отримав запрошення на передсезонні збори з самарськими «Крилами Рад», а в лютому того року підписав з клубом контракт. І одразу був відправлений в оренду до пітерського клубу «Звєзда». Через рік - у лютому 2023 року футболіст знову відбув в оренду. Разом в тольяттінським «Акроном» салтиков дістався фіналу Шляху регіонів у Кубку Росії.
Перед сезоном 2023/24 Салтиков був внесений в заявку «Крил Рад» і в липні 2023 року дебютував в першій команді у матчах чемпіонату країни. В січні 2024 року стало відомо, що Микита Салтиков переходить до московського «Локомотива» але до кінця сезону залишався в самарському клубі на правах оренди.
20 липня 2024 року Салтиков провів першу гру в складі «Локомотива».

### Збірна
Микита Салтиков провів кілька матчів в складі юнацьких збірних Росії.